# 封印されしエクゾディア
封印されしエクゾディア（ふういんされしエクゾディア）とは、漫画遊☆戯☆王およびその派生作品であるアニメシリーズや遊☆戯☆王オフィシャルカードゲームに登場するモンスター。

## データ
- 英語名：Exodia the Forbidden One[1]
- 分類：効果モンスター[1]
- レベル：3[1]
- 属性：闇[1]
- 種族：魔法使い族[1]
- 攻撃力：1000[1]
- 守備力：1000[1]

## 概要
5枚のカード「封印されしエクゾディア」、「封印されし者の右腕」、「封印されし者の左腕」、「封印されし者の右足」、「封印されし者の左足」が手札に揃ったとき、ゲームに勝利するという特殊勝利条件を持っている。
遊☆戯☆王オフィシャルカードゲームにおいては、エクゾディアの勝利条件を満たすために必要な5枚のカードはプレイヤーのデッキに各1枚ずつしか投入できない「制限カード」に指定されている。
攻撃名は「怒りの業火 エクゾード・フレイム」。

## 使用者
武藤遊戯
原作では祖父・双六のカードであったが、DEATH-T編にてデッキごと受け継いだ。その後、「決闘者の王国」編冒頭にてインセクター羽蛾によって海に捨てられ、3枚のパーツカードが失われてしまい、以降はデッキに投入されることはなかった。
武藤双六
元々のエクゾディアの所有者。
レア・ハンター
バトルシティ編にて登場。複製したエクゾディアパーツを3枚ずつ投入した、エクゾディア特化型のデッキを使用していた。守備力の高いモンスターを壁にしドロー魔法でパーツを集めていく戦術を取るが、逆に言うとエクゾディアだけしか勝ち筋がなく、マリクには「レア・ハンター最弱の男」と評されている。実際、遊戯とのデュエルでは魔法カード「天使の施し」でひたすら手札を入れ替えて場のモンスターの攻防に目を向けていないことから、かつてエクゾディアで海馬を倒した経験のある遊戯に戦術を見抜かれ敗れた。
シモン・ムーラン
王の記憶編にて登場。王宮を守る精霊として、千年錠の力で召喚し、大邪神ゾーク・ネクロファデスの死霊軍を一掃するが、ゾーク本人には力及ばず敗北する。強大な力を使役するために所有者の魂（バー）を膨大に消費しなければならず、召喚が長続きしないという弱点があった。
海馬剛三郎
剛三郎が海馬対策に海馬が敗北に喫したデータを基に使用。「エクゾディア・ネクロス」で海馬を追い込むが、エクゾディアパーツを除外される。
マルタン（ユベル）

アモン・ガラム
エクゾディアだけでなく、「究極封印神エクゾディオス」も使用している。

## 関連カード

### アニメ登場カード
エクゾディア・ネクロス
- 分類：特殊召喚/効果モンスター(OCG)[3]、儀式モンスター（アニメ版）
- レベル：4[3]
- 属性：闇[3]
- 種族：魔法使い族[3]
- 攻撃力：1800[3]
- 守備力：0[3]
- 備考：通常召喚はできず、「エクゾディアとの契約」の効果でのみ特殊召喚できる[3]。

攻撃名は「エクゾディア・クラッシュ」。
剛三郎いわく｢エクゾディア・ネクロスには、墓地に眠る5つのエクゾディアパーツに秘められた5つの効果が備わっている｣とのこと。その効果は、それぞれ次のようになっている。
- 左足･･･いかなる魔法カードによっても破壊されない効果。
- 右足･･･いかなる罠カードによっても破壊されない効果。
- 左腕･･･いかなる効果モンスターの効果によっても破壊されない効果。
- 右腕･･･攻撃終了後に攻撃力が1000ポイントずつ上がる効果。
- 封印されしエクゾディア･･･戦闘では破壊されない、不死の効果。

究極封印神エクゾディオス
- 英語名：Exodius the Ultimate Forbidden Lord[4]
- 分類：効果モンスター[4]
- レベル：10[4]
- 属性：闇[4]
- 種族：魔法使い族[4]
- 攻撃力：？[4]
- 守備力：0[4]
- 備考：アニメでは「究極封印解放儀式術」によって召喚される。

攻撃名は「天上の雷火 エクゾード・ブラスト」、特殊勝利の効果名はエクゾディアと同じ「怒りの業火 エクゾード・フレイム」。

### OCGオリジナルカード
召喚神エクゾディア
- 英語名：The Legendary Exodia Incarnate[5]
- 分類：特殊召喚/効果モンスター[5]
- レベル：10[5]
- 属性：闇[5]
- 種族：魔法使い族[5]
- 攻撃力：？[5]
- 守備力：0[5]
- 備考：王の記憶編でシモンが使っていたエクゾディアを意識したカード。

通常召喚できず、「封印されし」モンスター1体をリリースすることで特殊召喚できる。攻撃力には自分の墓地にある「封印されし」モンスターの数×1000が反映される。
魔神火炎砲（エグソード・フレイム）
- 英語名：Obliterate!!![6]
- 分類：永続罠カード[6]

王の記憶編のエクゾディアの必殺技をカード化したもの。1ターンに1度、手札・デッキから「封印されし」モンスター若しくは「エクゾディア」モンスター1体を墓地に送ってフィールドのモンスター1体を持ち主の手札に戻す。また、魔法&罠ゾーンから墓地に送られた時、自分の墓地にある「封印されし」モンスター若しくは「エクゾディア」モンスター1体を手札に戻すことができる。
ただし、これらの効果は1ターンに付き1度且つ、片方の効果しか使えない。